# کارتل (مجموعه تلویزیونی)
کارتل یا خبرچینان کارتل (به اسپانیولی: El Cartel de los Sapos) و (به انگلیسی: The Cartel of Snitches) عنوان یک مجموعه تلویزیونی محصول کشور کلمبیا است که اولین بار در تاریخ ۴ ژوئن ۲۰۰۸ در شبکه تلویزیونی کاراکول کلمبیا پخش شده‌است. این مجموعه بر اساس کتابی به همین نام که توسط یک قاچاقچی سابق مواد مخدر به نام آندرس لوپز لوپز، با نام مستعار فلورسیتا نوشته شده، ساخته شده‌است. این قاچاقچی سابق کتاب خویش را در طول سالهای حضور خود در زندان نوشت و در کتابش، در مورد تجربیات و مشاهدات خود از آنچه که در کارتل نورت دلا وایه رخ داده، شرح داد. البته در مجموعه تلویزیونی ساخته شده بر مبنای این کتاب، هر یک از شخصیت‌های کتاب و همین‌طور مکان وقوع حوادث آن، تغییر کرده‌است. در مجموعه تلویزیونی ال کارتل بازیگرانی چون: مانوئلو کاردونا (در نقش مارتین)، کارن مارتینز (در نقش سوفیا)، دیه گو کاداوید (در نقش په په)، و رابینسون دیاز (در نقش ال کابو)، نقش آفرینی کرده‌اند.

## سری اول
چند نفر دوست، با فکر این که سریع‌ترین راه برای ثروتمند شدن را بیابند، وارد تجارت غیرقانونی مواد مخدر می‌شوند.
دنیای تجارت غیرقانونی و قاچاق مواد مخدر برای همه این افراد، که به طبقه متوسط جامعه تعلق دارند و برای رشد و پیشرفت به راهی امن و مطمئن و بدون مشکل قانونی می‌اندیشند، جذاب به نظر می‌رسد.
نادیده گرفتن این انتخاب، تنها به منزلهٔ شروع یک زندگی پرزحمت و آشفته و دردسرسازی است که سرنوشت این افراد را برای همیشه دستخوش تغییر خواهد ساخت.
به هرحال، مارتین با نام مستعارم فرستیا یا فرسا با حمایت رئیس بزرگ، اسکار کادنا (با بازی فرناندو سولورزانو) در یک آزمایشگاه مواد مخدر مشغول به کار می‌شود. مارتین به سرعت فوت و فن کار را می‌آموزد و شروع به ارسال مواد مخدر به ایالات متحده آمریکا می‌کند، این در حالی است که رئیس، با برادران ویله گاس، از کارتل غرب متحد می‌شود، تا با همراهی هم به تخریب بزرگترین فروشنده مواد مخدر تا خال حاضر، یعنی: پابلو اسکوبار بپردازند.
با سقوط اسکوبار، کارتل جدیدی فعالیت خویش را آغاز می‌کند: کارتل اقیانوسیه، که دارای بی‌ارزش‌ترین موقعیت در کلمبیا است، و رهبری آن را اسکار کادنا بر عهده دارد. بدین ترتیب اسکار به عنوان استاد و مارتین بعنوان شاگرد او، با یکدیگر پیمان دوستی می‌بنددند و تجارت و کسب و کار را آغاز می‌کنند.
مارتین به زودی تبدیل به مرد ثروتمند می‌شود و به زودی به عشق صوفیا (کارن مارتینز)، که یک زن زیباست، گرفتار می‌گردد. اما وی قلب صوفیا را با دروغهایی که به وی می‌گوید، می‌شکند. صوفیا که منشأ ثروت مارتین را کشف کرده‌است، او را در معرض یک انتخاب قرار می‌دهد: یا صوفیا یا ادامه تجارت موادمخدر.
اسکار به پلیس برای پایان دادن به کار کارتل غرب یاری می‌کند؛ و بدین ترتیب مجموعه از اعمال جنایتکارانه و جنگ میان کارتل‌ها به منظور درهم شکستن یکدیگر آغاز می‌شود.
مارتین حاضر به شرکت در این جنگ نیست و تصمیم می‌گیرد که به همراه صوفیا و فرزندان خود به میامی برود. اما آنچه که او نمی‌داند این است که حتی میامی هم دیگر یک مکان امن نیست، و او باز هم ناگزیر است که فعالیت‌های غیرقانونی قدیمی خویش را ادامه بدهد، یا شاهد کشتار دوستان قدیمی خویش توسط رقبا و دشمنانشان باشد.
رفقا و برادران مارتین، همگی کم‌کم یا می‌میرند یا گرفتار می‌شوند، و او برای بدست آوردن حامیان جدید یا ایمن ماندن به مکزیک می‌گریزد. اما او خیلی دیر متوجه این حقیقت می‌شود که زمان تجارت وی به آخر رسیده و او هرگز نمی‌تواند برنده باشد… بنابراین او خود را به مقامات تسلیم می‌کند و داستان خود را برای دی.ای. ا DEA شرح می‌دهد.

## سری دوم
در حال حاضر، پپه کادنا بزرگترین خبرچین است که اتفاقهایی که در ۴ سال گذشته رخ داده را بازگو می‌کند: چگونه برای فرار از زندان نیویورک برنامه‌ریزی کرده و چگونه با سازمان مبارزه با مواد مخدر همکاری کرد.
پرونده‌های او به عنوان خبرچین آنستازیا، فرار او به کلمبیا و زمانی که او دوباره دستگیر و زندانی شد. پپه کتدنا می‌گوید که مارتین تمام حقیقت را بازگو نکرده‌است …
و حالا او می‌خواهد تمام رازها را بازگو کند و پیمان وفاداری را بشکند، چونکه آزاد بودن هیچ بهایی ندارد، هیچ کاری از دست تو بر نمی‌آید و وفاداری همان‌جا به پایان می‌رسد.
به همین دلیل بود که پپه کادنا تا هنگامی که آزاد بود به «پادشاه خبرچینی» شهرت داشت.
اما در حقیقت، تمام گفته‌هایش دروغ است و او روابطی که ادعا می‌کند را ندارد، و آنچه نقطه قوت اوست تبدیل به کابوس شبانه او می‌شود.
دشمنان و دوستان او خواهان نابودی او هستند.
در ایالات متحده در جستجوی او هستند تا نابودش کنند، و در مکزیک جنگ کارتل‌ها خطرناک تر از قبل شده‌است. ال کابو و آقای ماریو متحدین خود را دارند.
مردان کاپی با ال کابو و مردان ال گولفو با آقای ماریو همکاری می‌کنند؛ و پپه کادنا در این وسط گیر افتاده‌است و هیچ راه خروجی ندارد. بین سازمان مبارزه با مواد مخدر و نیروهای قومی، مردان ال کاپو و مردان ال گولفو، در مکزیک و کلمبیا جنگ خونینی بر پاست.
سریال کارتل ۲ با هیجان بیشتر، دسیسه‌های بیشتر و خبرچینی‌های بیشتر همراه است.

## بازیگران
مانوئلو کاردونا (مارتین گونزالس)
دیه گو کاداوید (پپه کادنا)
رابینسون دیاز (میلتون جیمنز- ال کابو)
فرناندو سولورزانو (اسکار کادنا)
جوان پابلو ربا (پیرولیتو در سری اول)

## فارسی ۱
پس از به پایان رسیدن سریال فرار از زندان شبکهٔ فارسی ۱ اقدام به پخش این سریال با دوبله فارسی کرد. این سریال نسبت به سایر سریالهای فارسی ۱ طرفدار زیادی پیدا نکرد.